# Нарцис (міфологія)
Нарцис, рідше Наркіс (грец. Νάρκισσος) — мисливець з міста Феспи, що в Беотії. Син річкового бога Кефісса й німфи Ліріопи. Нарцис був наділений надзвичайною красою, яка прихиляла до його ніг усіх чоловіків і жінок. Після божественного покарання, пов'язаного з пихою, він закохується у власне відображення у дзеркалі води і гине, впавши в озеро, в якому був відображений.

## Етимологія
Ім'я Нарциса має невизначену етимологію. За версією Роберта Стефена Пауля Бекеса, суфікс [-ισσος] чітко вказує на догрецьке походження слова. Також саме слово «нарцис» використовується для нарцисів, але не зрозуміло, чи названа так квітка через міф, чи взагалі є якийсь інший варіант походження цієї назви. Пліній Старший писав, що рослина названа так через її аромат (ναρκάω narkao, «я онімію»), а не через молодість чи красу. В українську мову потрапило за посередництвом німецької через латину.

## Міфологія
З давніх джерел збереглося кілька версій міфу.
Класична версія, належить Овідію, а знайдена була у третій книзі «Метаморфоз». Саме там розповідається історія про Ехо та Нарциса. 

### Ехо та Нарцис
Нарцису виповнилось шістнадцять років і здавався він і чоловіком, і хлопцем. Багато юнаків та багато дівчат бажали його, але жорстка гордість панувала в тому хлопцеві, і жоден юнак, і жодна дівчина не могли завоювати його серце. Одного разу Нарцис гуляв у лісі, коли ореада (гірська німфа) Ехо побачила його, закохалась та почала переслідувати його. Нарцис помітив, що хтось ходить слідом за ним й запитав: «Хто там?». Ехо повторила: «Хто там?». Врешті-решт вона показала себе юнакові.
Нарцис знущався над нею; як і над іншими, зокрема над наядами (німфи вод), ореадами та багатьма людьми, з яких він глузував. Ехо відчула, як їй розбили серце, і решту свого життя провела у самотньому вияркові, поки від неї не залишилося нічого, крім відлуння. Немезида (як аспект Афродіти), що була богинею помсти, дізнавшись про діяння Нарциса, вирішила його покарати.
Одного літнього дня юнак відчув спрагу після полювання, й Немезида заманила його до ставка. Він безмежний і сріблястий, де не бував ні пастух, ні стадо, ні гірська коза; і ніколи ні птах, ні звір, ні гілка, що впала, не порушували сяючий спокій місцини. Навколо нього росла трава, що живилась водою, і дерева, що захищали від зігріваючого сонця. Після полювання Нарцис лежав, зачарований ставком. Коли він пив з водойми, він побачив перед очима чарівне обличчя й закохався, не знаючи, що то просто відображення його обличчя. Для Нарциса це був чарівний незнайомець. Він нерухомо лежав, як мармурова статуя, що дивилася вниз. Він розглядав очі, волосся гідне Вакха чи Аполлона, тонке обличчя, шию слонової кістки, гладкі щоки, сніжну блідість та рум'яну. Все, що раніше любили в ньому, тепер полюбив і він сам. І від любові цієї він палає. 
Як часто даремно він цілував шахрайськую водойму й у воду опускав руки, щоб обійняти шию, яку бачив, але не міг торкнутись. Це обличчя дурить і розпалює його закоханість... Ніяка думка про їжу чи відпочинок не відтягує його від відображення. Розтягнувшись на трав'янистій землі, Нарцис дивиться на самого себе, не відвертаючи погляду ні на мить.
Через його сльози вода тряслась. Потім у своєму горі він розірвав свій одяг і бив блідими, такими холодними кулаками по голих грудях, а на них повільно з'являлась червона пляма від ударів, і поширилася, як яблука або літній виноград. І він це побачив у відображенні, і більше не міг терпіти. Але як віск тане перед ніжним вогнем або ранковими морозами під сонцем, так і від кохання він повільно розчиняється. 
На зелену траву він опустив свою стомлену голову, а ті світлі очі заплющились зі смертю. Тоді, потрапивши в Підземний світ, він дивився на себе у водах Стікса. Наяди плакали через смерть брата, але ніде не могли знайти тіла. І замість нього вони знайшли квітку нарциса.

### Інші міфи
Більш рання версія Парфенія з Нікеї, утворена близько 50 р. до н. е., була відкрита в 2004 році доктором Бенджаміном Генрі в Оксфорді. На відміну від версії Овідія, історія закінчилася Нарцисом, який втратив бажання жити й покінчив життя самогубством.
Версія Конона, сучасника Овідія, також закінчується самогубством. У ній молодий чоловік на ім’я Амейніас закохався в Нарциса, який ставився зневажливо до своїх коханців-чоловіків. Амейніас покінчив життя самогубством на порозі будинку Нарциса. Він попросив богів дати Нарцису урок за весь той біль, які він заставляв відчути його. Тоді Нарцис ходив біля ставу й вирішив випити трохи води. Він побачив своє відображення, закохався та, згодом, вбив себе, адже не міг отримати взаємності. Через століття письменник-мандрівник Павсаній записав новельний варіант повісті, в якому Нарцис закохується в свою сестру-близнючку, а не в себе.
У всіх версіях його тіло зникає, а залишається лише квітка нарциса.

## Психологія
- У 1898 році Гевлок Елліс, що був англійським сексологом, використав термін «як нарцис» у контексті надмірної мастурбації, коли сама персона стає об'єктом свого збудження.[12]
- У 1899 році Пол Накке[en] був першим, хто застосував термін «нарцисизм» у вченні про сексуальні збочення.
- Отто Ранк у 1911році опублікував першу психоаналітичну роботу, де він згадує нарцисизм, пов'язуючи його з марнославством і самолюбством.[12]
- Зигмунд Фрейд у 1914 році опублікував роботу, що присвячувалась нарцисизму, і вона мала назву "Про нарцисизм".[13]
- Один з розладів особистості називається нарцисичним розладом особистості.

## Вплив на культуру
Міф про Нарциса надихав митців щонайменше дві тисячі років — ще до того, як Овідій представив власну версію. Слідом за ним пішли інші поети та художники.

### Фільми та телебачення
- У серіалі «Підпільна імперія» доктор Нарцисс представлений як поблажливий інтелектуал.
- Шотландсько-канадський аніматор Норман Макларен закінчив свою кар'єру короткометражним фільмом під назвою «Нарцис», переказуючи грецьку легенду через балет.
- Нарцис з'явився у мультфільмі «Геркулес». У ньому він зображений як олімпійський бог з фіолетовою шкірою.
- У фільмі «Баб-Азіз» режисера Насера Хеміра персонаж Нарциса зображений як стародавній принц, який днями сидів біля ставка і дивився на відображення власної душі. Його називали «Князем, який споглядав свою душу».
- «Рожевий Нарцис» — це художній фільм Джеймса Бідгуда про фантазії гастроляра.
- Нарцис — ім'я козла Лорела і Гарді у фільмі 1940 року «Сапи у морі».
- «Неоновий демон» — психологічний фільм жахів 2016 року Ніколаса Віндінґа Рефна базується на історії Нарциса.
- Нарцис — назва хост-клубу японської дорами 2018 року «Todome no Kiss». Головний герой Отаро Доджіма працює в нічному клубі як затребуваний хост під сценічним ім'ям Ейт і так само, як Нарцис, він самозакоханий і нехтує почуттями інших; він використовує жінок для грошей і влади.

### Музика
- Одержувач Національної медалі мистецтв Мортен Лаурідсен написав хоровий твір під назвою «Dirait-on» на основі поеми Райнера Марії Рільке.
- «Нарцис» — популярна мелодія з «Водних сцен» американського композитора Етелберта Невіна.
- «Supper's Ready» від гурту Genesis (1972) — це майже 23-хвилинна пісня, навантажена релігійними та міфологічними образами, що посилається на міф про Нарциса.
- Гурт Threshold посилався на міф із 11-хвилинною епопеєю під назвою «Narcissus».
- Грецький метал-гурт Septicflesh записав пісню про Нарциса («Narcissus») у своєму альбомі Communion.
- Рок-гурт «Glass Wave» переказує історію Нарциса з точки зору німфи Ехо в їхній пісні «Echo» з однойменного альбому «Glass Wave» (2010).
- «Narcissus in a Red Dress» гурту The Like вийшов у їхньому альбомом Release Me.
- Канадський гурт Hedley написав пісню про Нарциса (називається «Narcissist»).
- Німецький композитор Маттіас Пінчер створив свій перший концерт віолончелі на основі цієї фігури міфології і назвав концерт «Роздуми про Нарциса».
- У пісні Мерілін Менсона Deep Six перший вірш показує Зевса у розмові з Нарцисом.[16]

### Візуальне мистецтво
Нарцис був предметом натхнення для багатьох художників, серед яких: Караваджо, Пуссен, Тернер, Далі тощо.

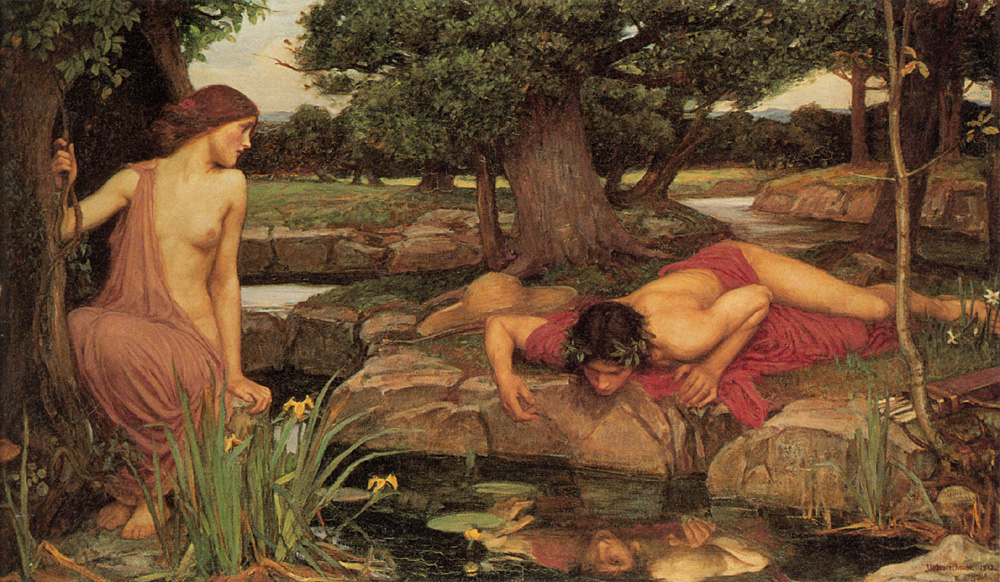
«Ехо та Нарцис» Джона Вільяма Вотергауса Джона Вільяма Вотергауса
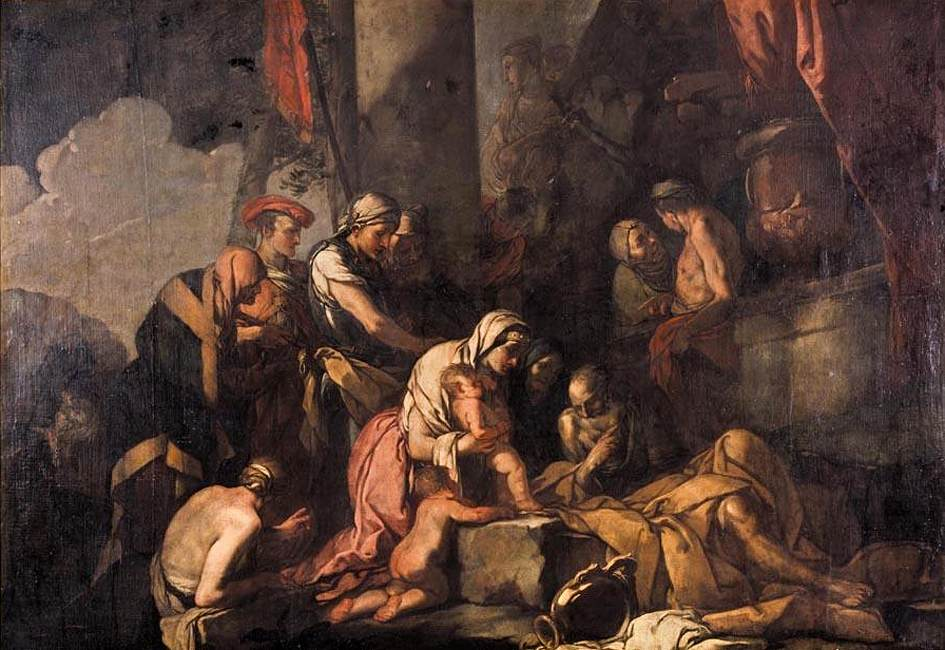
«Ліріопа приводить Нарциса до Тіресія», Джуліо Карпіоні Джуліо Карпіоні
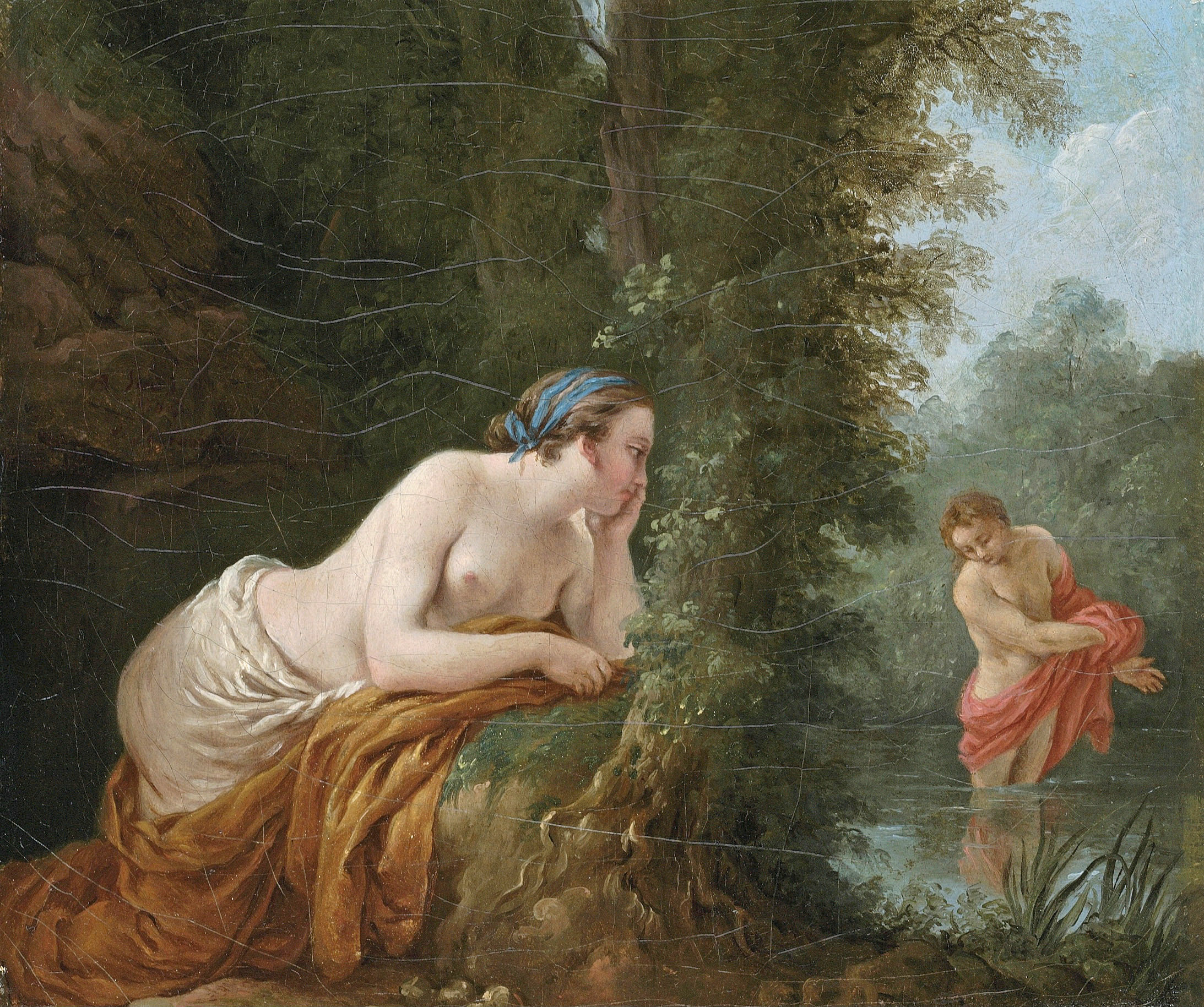
«Ехо та Нарцис», Луї-Жан-Франсуа-Лагрене
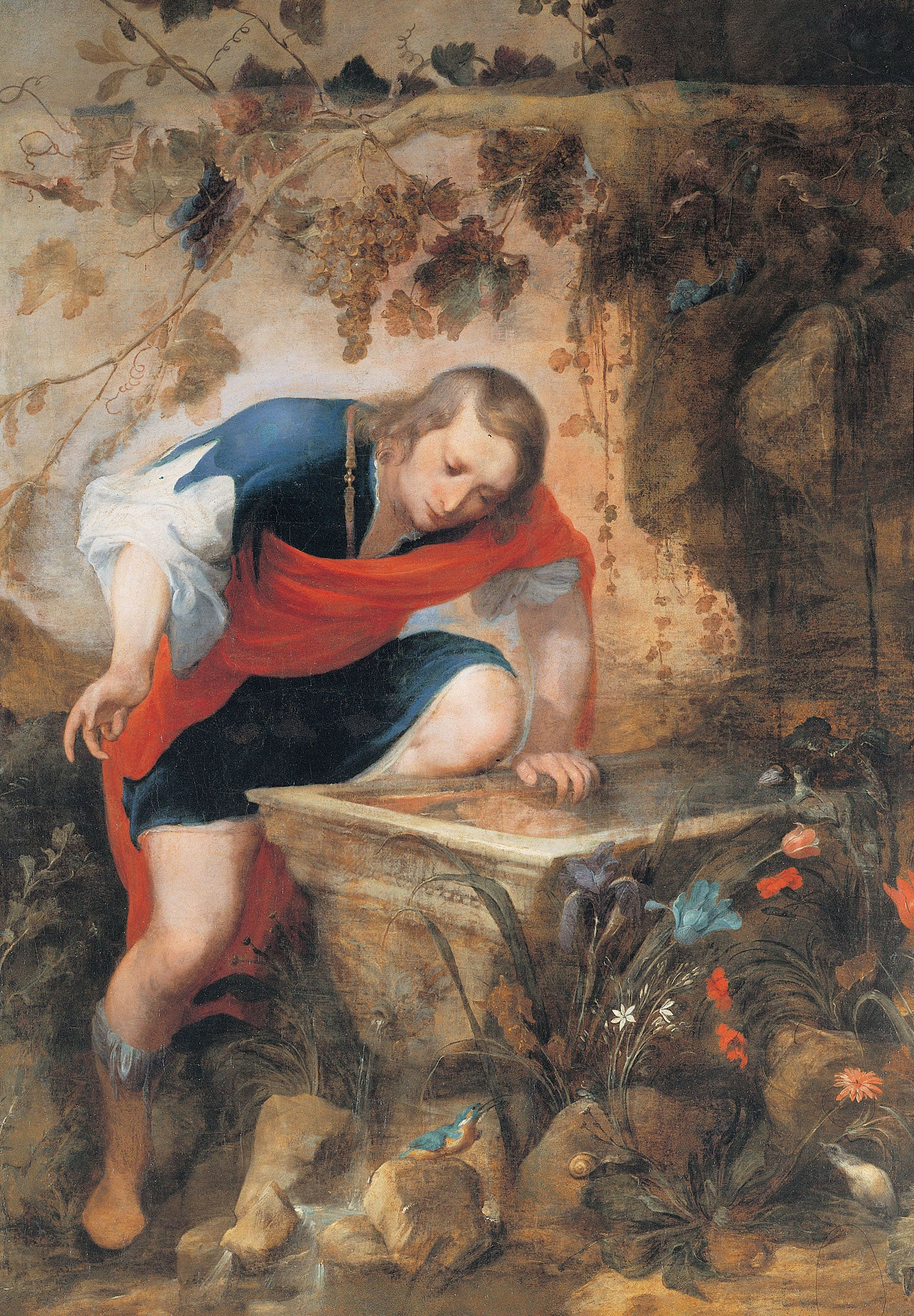
«Нарцис навесні» Ян Рус
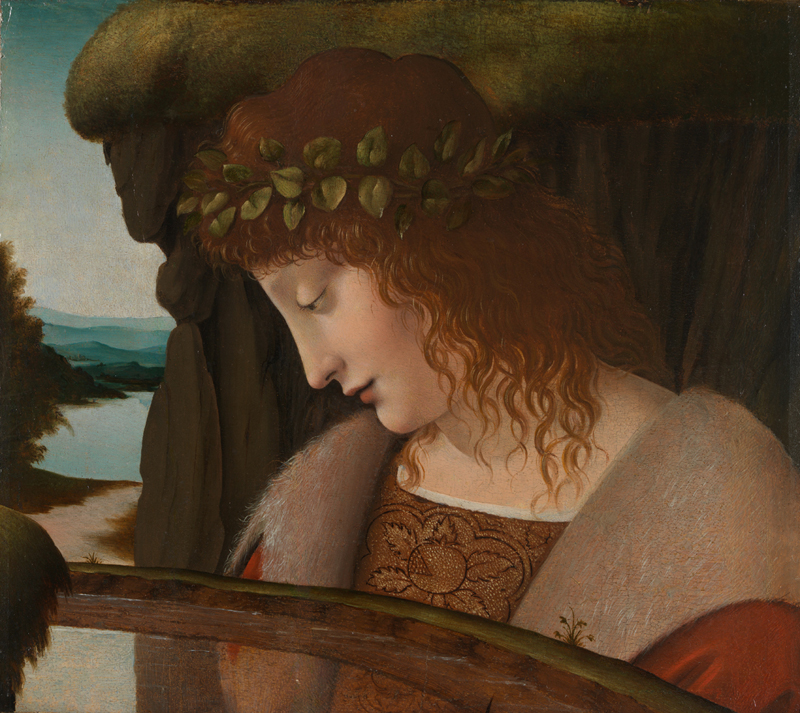
«Нарцис» послідовник Джованні Антоніо Больтраффіо

Скульптори, такі як Пол Дюбуа, Джон Гібсон, Анрі-Леон Гребер, Бенвенуто Челліні та Юбер Нетцер створювали скульптури Нарциса.

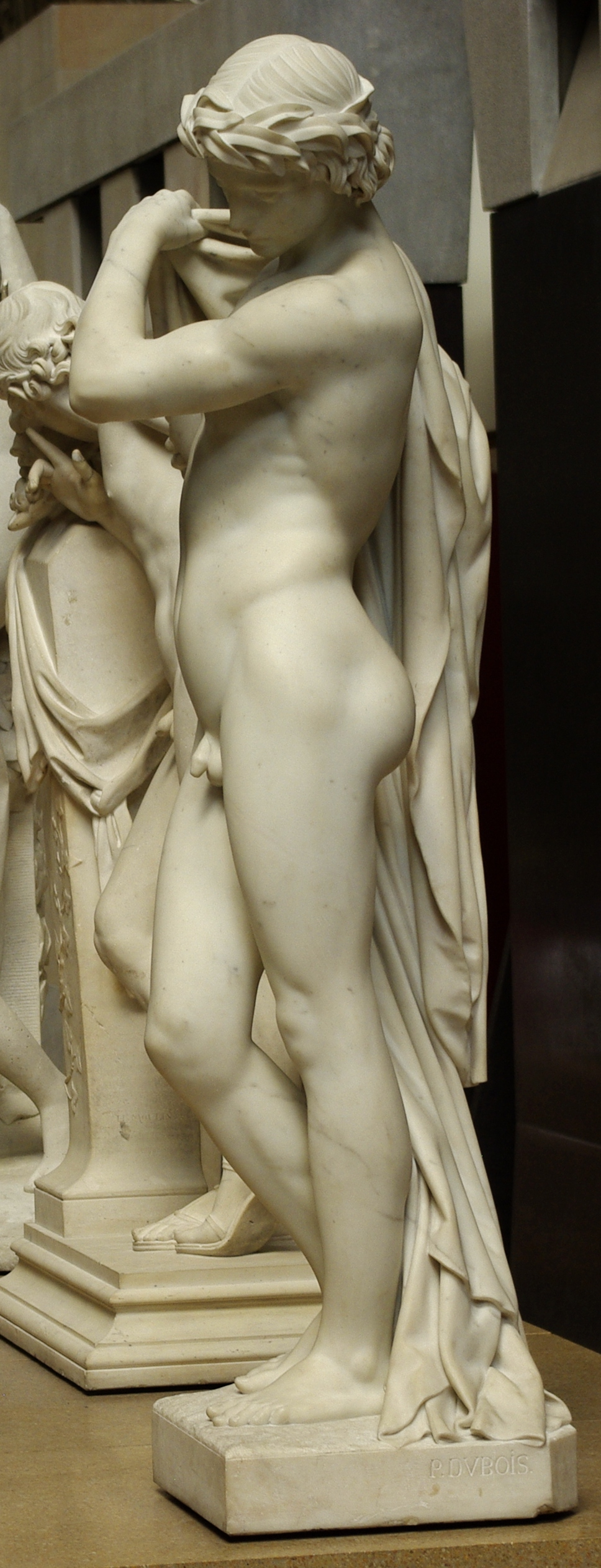
«Нарцис», Пол Дюбуа
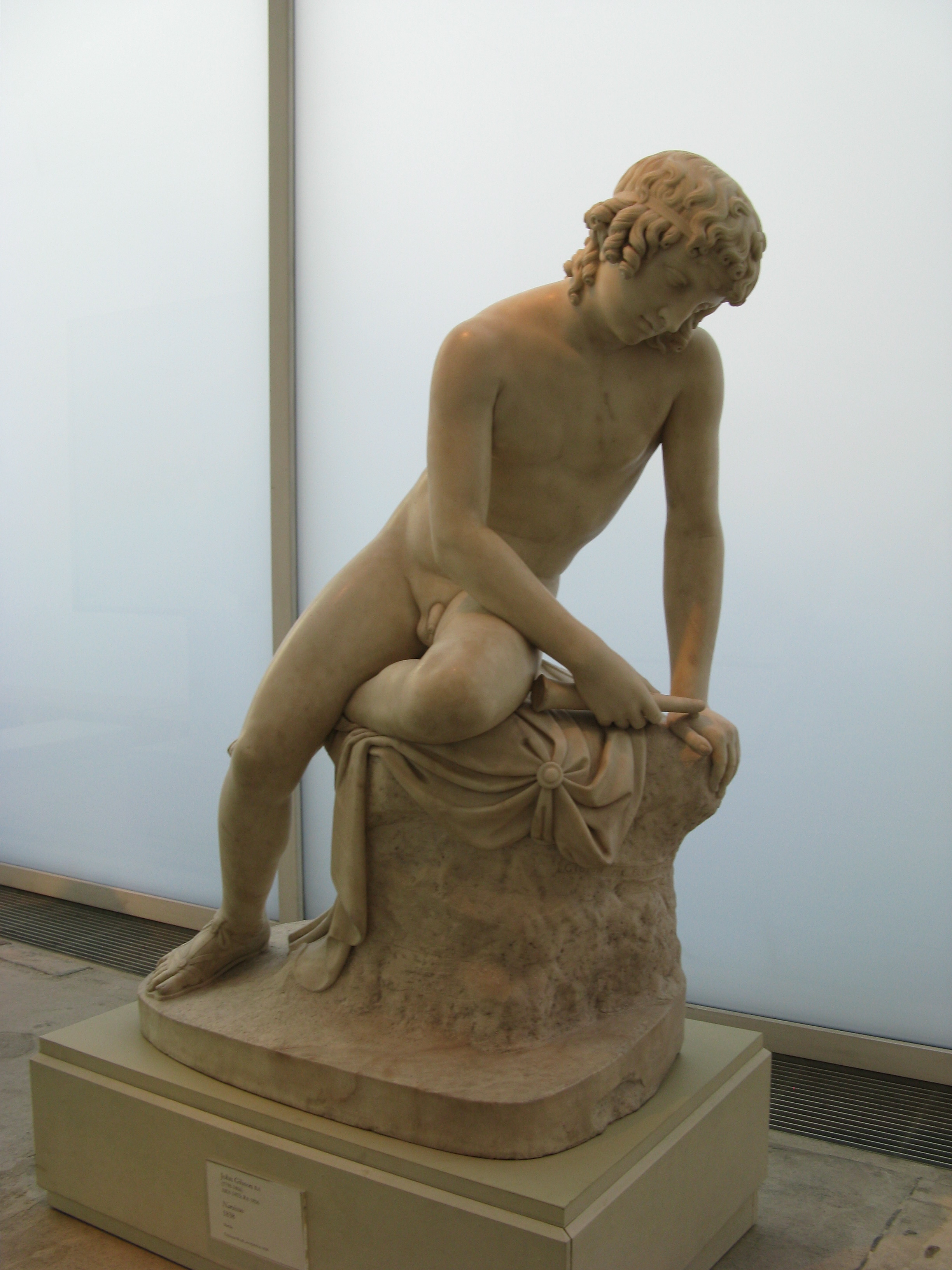
«Нарцис», Джон Гібсон
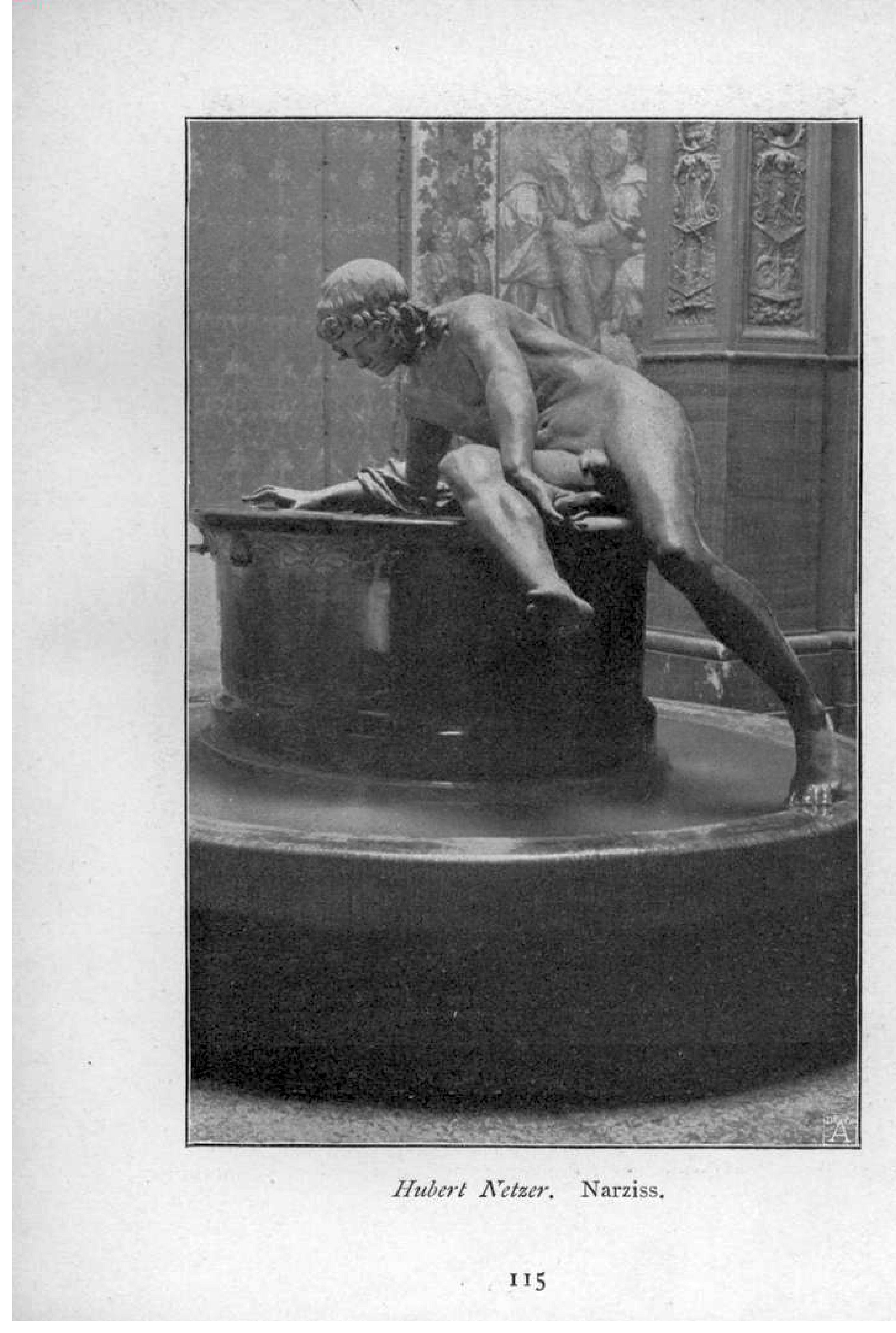
«Нарцис», Юбер Нетцер
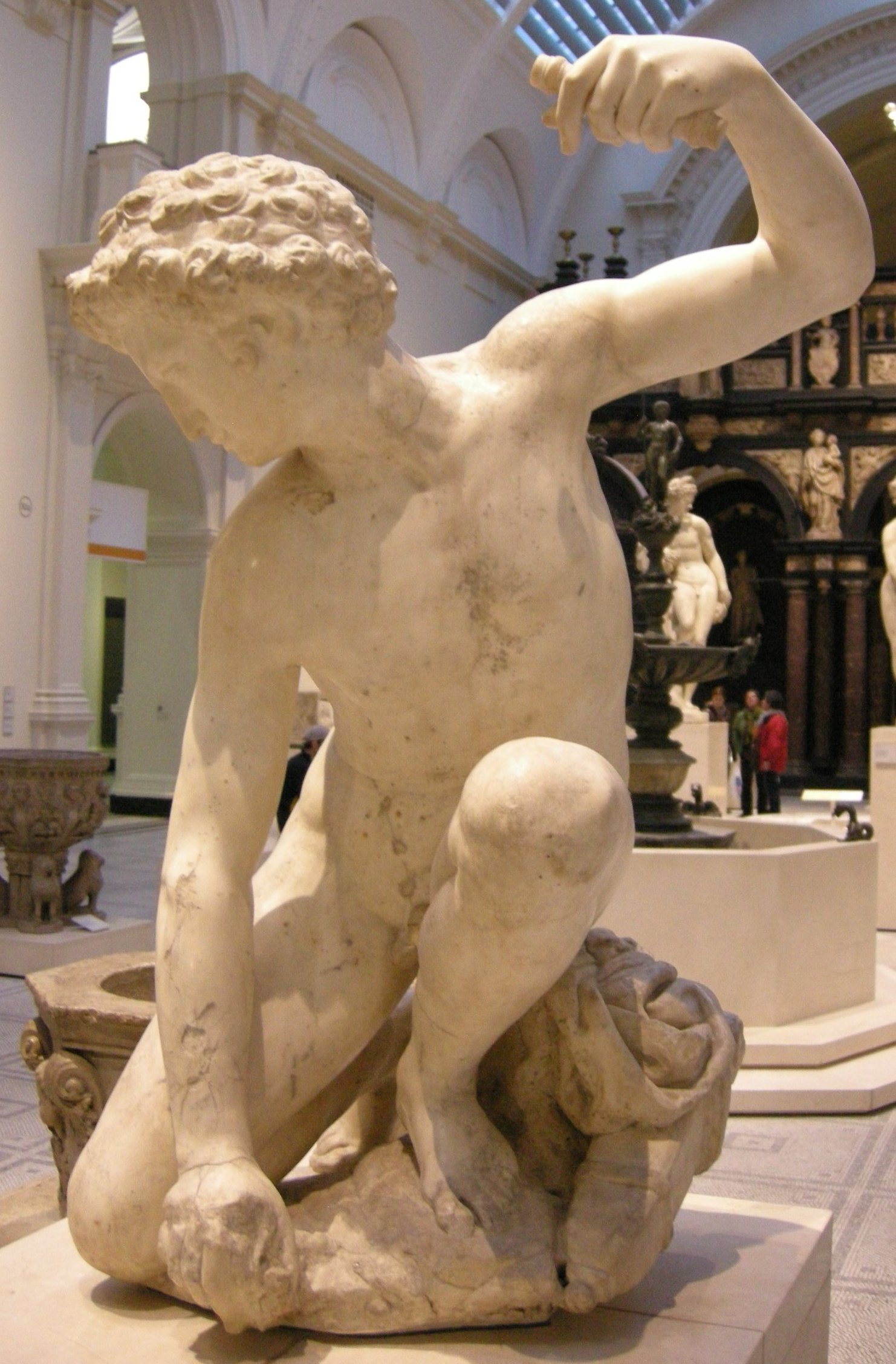
«Нарцис», можливо, Валеріо Чіолі
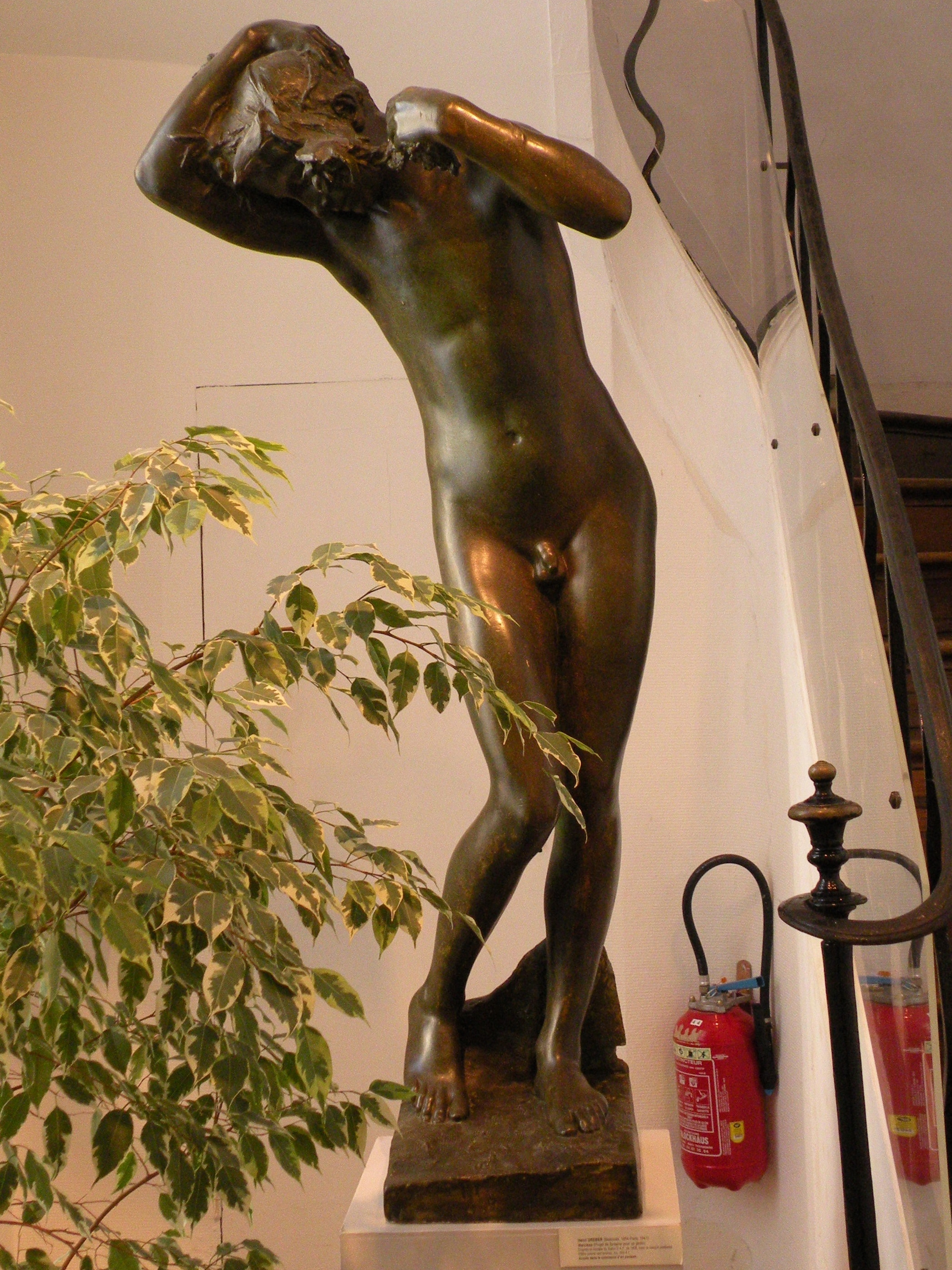
«Нарцис», Анрі-Леон Гребер
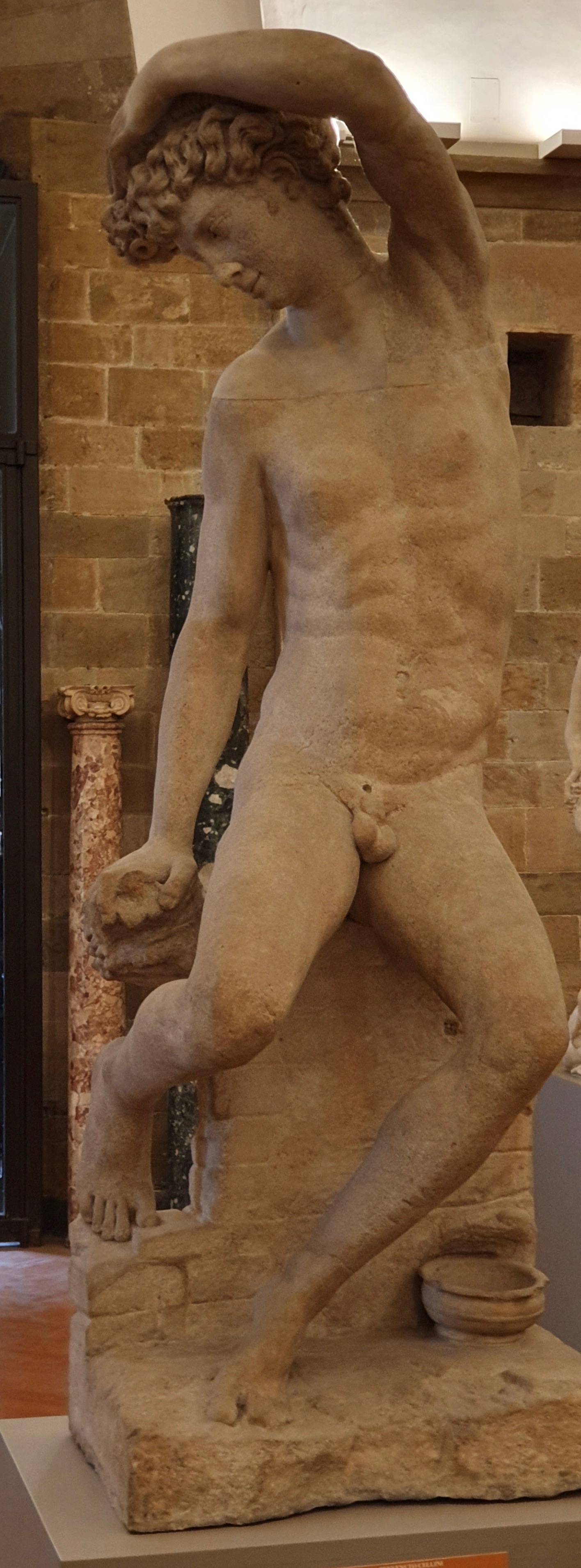
«Нарцис», Бенвенуто Челліні